# Municipio de Mascota
El municipio de Mascota es uno de los 125 municipios en que se encuentra dividido el estado mexicano de Jalisco. Se encuentra en el oeste del estado, en la región Sierra Occidental; su cabecera es la población del mismo nombre.

## Geografía
El municipio de Mascota, se localiza al occidente del estado Jalisco, en la región conocida como Sierra Occidental y formada por las elevaciones de la Sierra Madre Occidental. Sus coordenadas extremas son 20°15′ - 20°51′ de latitud norte y 104°31′ - 105°11′ de longitud oeste; y a una altura que fluctúa entre un máximo de 2600 y un mínimo de 100 metros sobre el nivel del mar. Tiene una extensión territorial de 1848.333 kilómetros cuadrados que equivalen al 2.35% de la superficie estatal.
El territorio municipal de Mascota limita al norte con el municipio de San Sebastián del Oeste, al noreste con el municipio de Guachinango, al este con el municipio de Mixtlán y al sureste con el municipio de Atenguillo; al sur los límites corresponden al municipio de Talpa de Allende y al oeste y noroeste con el municipio de Puerto Vallarta.

### Clima y ecosistemas
La  flora se integra por zonas boscosas en donde predominan especies como el pino, roble, encino y tepehuaje.
La fauna la representan especies como el venado, conejo, ardilla, zorrillo, jabalí, tejón, mapache, onza, armadillo y paloma.
Mascota goza de un agradable clima durante todo el año. La temperatura promedio anual es de 21 °C, sin pronunciadas variaciones estacionales. El mes más frío es enero, cuando hacen 17 °C y a partir de allí el indicador del termómetro empieza a crecer levemente, situándose en 21 °C en abril y en 23 °C en agosto, que es el mes más cálido. Las lluvias en Mascota alcanzan a 1.028 mm anuales, con una temporada lluviosa que va de junio a septiembre.

## Demografía
De acuerdo a los resultados del Censo de Población y Vivienda de 2010 realizado por el Instituto Nacional de Estadística y Geografía, la población total del municipio de Mascota asciende a 14 245 personas. La densidad poblacional es de 7.71 habitantes por kilómetro cuadrado.

### Localidades
En el censo de 2020 el municipio de Mascota contaba con 155 localidades.
| Código INEGI      | Localidad         | Población (2020) |
| ----------------- | ----------------- | ---------------- |
| 140580001         | Mascota           | 9 272            |
| Otras localidades | Otras localidades | 5 179            |
| Total municipal   | Total municipal   | 14 451           |

## Política

### Representación legislativa
Para la elección de diputados locales al Congreso de Jalisco y de diputados federales a la Cámara de Diputados federal, el municipio de Teuchitlán se encuentra integrado en los siguientes distritos electorales:
Local:
- Distrito electoral local de 5 de Jalisco con cabecera en Puerto Vallarta.[8]

Federal:
- Distrito electoral federal 5 de Jalisco con cabecera en Puerto Vallarta.[9]

### Presidentes municipales
| Nombre                           | Partido              | Año       |
| -------------------------------- | -------------------- | --------- |
| Manuel Merino                    |                      | 1912-1914 |
| Gilberto Renteria                |                      | 1915      |
| Manuel Merino                    |                      | 1915-1916 |
| Rafael Contreras                 |                      | 1916-1917 |
| José María Arreola               |                      | 1917      |
| Miguel San Juan                  |                      | 1917      |
| Federico Nungaray                |                      | 1917      |
| Adolfo Renteria                  |                      | 1918      |
| Silvano Barba                    |                      | 1919      |
| Arturo Michel                    |                      | 1919      |
| Enrique Landeros                 |                      | 1919      |
| Salvador Barba                   |                      | 1919      |
| Manuel Anaya                     |                      | 1921      |
| Arturo Michel                    |                      | 1921      |
| Enrique Landeros                 |                      | 1921      |
| Ignacio Guzmán                   |                      | 1921      |
| Ramón Agraz                      |                      | 1922      |
| Arturo Michel                    |                      | 1922      |
| Rafael Contreras                 |                      | 1923      |
| Enrique Landeros                 |                      | 1923      |
| José Manuel Medina               |                      | 1924-1925 |
| Gilberto Landeros                |                      | 1926      |
| Rafael Contreras                 |                      | 1927      |
| Tomas Rodríguez                  |                      | 1927-1929 |
| José Castillon                   |                      | 1929      |
| Enrique Pérez                    |                      | 1930-1931 |
| Rafael Contreras                 |                      | 1932      |
| Severino González                |                      | 1932      |
| Ezequiel García                  |                      | 1933      |
| Manuel J. González               |                      | 1934      |
| José María Zepeda                |                      | 1935      |
| Clemente Barba                   |                      | 1936-1937 |
| Jerónimo García                  |                      | 1937      |
| Enrique Santana                  |                      | 1938      |
| Ramón Tovar                      |                      | 1939      |
| José María Zepeda                |                      | 1939      |
| Juan Belloso                     |                      | 1940      |
| Salvador Villalvazo Esparza      |                      | 1941      |
| José Ascensión Andrade Berumen   |                      | 1942      |
| Alfonso Martínez                 |                      | 1943-1944 |
| Tomas Rodríguez                  |                      | 1945-1946 |
| José López Briseño               |                      | 1947-1948 |
| Vicente Rodríguez González       |                      | 1949      |
| Enrique Santana                  |                      | 1950      |
| Vicente Rodríguez González       |                      | 1951      |
| Francisco Pérez                  |                      | 1951-1952 |
| Salvador Chávez Magaña           |                      | 1953-1955 |
| José López Briceño               |                      | 1956-1957 |
| Juan Manuel Belloso              |                      | 1958      |
| Juan N. Michel                   |                      | 1958      |
| Enrique Landeros                 |                      | 1959-1961 |
| Guillermo Sahagún Ponce          |                      | 1968-1970 |
| Pablo Ponce Meza                 |                      | 1970      |
| María Elena Villalvazo Contreras |                      | 1971-1973 |
| Miguel Montes Sendis             |                      | 1974-1976 |
| Álvaro López Esparza             |                      | 1977-1979 |
| Humberto García García           |                      | 1980-1982 |
| Cutberto Delgadillo              |                      | 1983-1985 |
| Gustavo Anaya Seimandi           |                      | 1986-1988 |
| Hugo Montes Guzmán               |                      | 1989-1992 |
| Humberto Rodríguez Rodríguez     |                      | 1992-1995 |
| Leonardo Gómez González          |                      | 1995-1997 |
| Humberto Rodríguez Rodríguez     |                      | 1998-2000 |
| Álvaro López Esparza             |                      | 2001-2003 |
| Vicente Madrigal Ochoa           |                      | 2004-2006 |
| Martín Rafael Pérez Hernández    |                      | 2007-2009 |
| José Plácido Dueñas Meda         |                      | 2010-2012 |
| Miguel Castillón López           | Party (Mexico)       | 2012-2015 |
| Nicolás Briseño López            |                      | 2015-2018 |
| José Antonio Rosas Peña          |                      | 2018      |
| Dra Sara Eugenia Castillón Ochoa | Movimiento Ciudadano | 2018-2021 |